# 茜屋宗休
茜屋 宗休（あかねや そうきゅう、生没年不詳）は、室町時代後期の商人、茶人。茜屋は屋号。別名吉松。子に茜屋宗佐。

## 経歴・人物
堺神明町の人物。牧谿筆の鶴の絵、寅申の茶壺、木野辺肩衝などの名品を所有した。